# Frag (jeu)
Pour l’article homonyme, voir Frag.
Frag est un jeu de société publié par Steve Jackson Games au cours de l'été 2001. Il a été écrit par l'Américain Steve Jackson, Philip Reed et illustré par Alex Fernandez. Il propose de jouer sur un plan de jeu et avec des dés à l'équivalent d'un jeu de tir à la première personne.
Il présente les caractéristiques suivantes :
- Nombre de joueurs : 2 à 6 joueurs
- Âge : 14 ans ou plus
- Mise en place du jeu : 20 minutes
- Durée d'une partie : 1 à 2 heures
- Complexité des règles : moyenne à haute
- Importance de la stratégie : moyenne
- Importance du hasard : moyen à haute
- Qualités nécessaires : un peu de sens stratégique

## Règles

### Les cartes
Le jeu propose trois catégories de cartes :
- Carte arme : ces cartes peuvent être récupérées en passant sur certaines cases du plan de jeu et permettent d'équiper son personnage avec des armes aux caractéristiques variées.
- Carte gadget : ces cartes qui se récoltent sur le plan de jeu permettent d'équiper son personnage d'accessoires tels qu'une armure par exemple.
- Frag : chaque joueur possède une carte Frag au début de la partie et en gagne une nouvelle à chaque fois qu'il élimine un autre joueur. Elles permettent de « simuler » le jeu vidéo en déconnectant un joueur adverse ou en lui faisant subir du lag.

### Création de personnage
Au début du jeu, les joueurs créent leur personnage en distribuant un certain nombre de points dans trois caractéristiques :
- Santé : détermine la quantité de dommages que le personnage peut encaisser avant de mourir.
- Vitesse : détermine la capacité de déplacement du personnage et donc sa capacité à récolter un plus grand nombre d'équipements.
- Précision : détermine la capacité du personnage à toucher une cible en fonction de la distance ainsi que le nombre de tir qu'il peut effectuer en un tour.

### Déroulement du jeu
Au début du tour, les joueurs lancent le dé pour connaître leur déplacement. En se déplaçant, les personnages peuvent passer sur des cases spéciales où ils pourront récupérer des armes ou des équipements ou marcher dans l'eau et voir leur déplacement réduit ou même tomber dans un piège.
Après le déplacement les joueurs peuvent tenter de tirer sur un autre personnage. Plus le personnage est proche plus la probabilité de toucher est importante. Les deux joueurs tirent le dé pour déterminer si les personnages prennent des dommages et le cas échéant, combien. Quand un personnage n'a plus de point de santé, il meurt. Celui qui l'a abattu gagne une carte frag et le personnage abattu réapparaît à son prochain tour.

### Objectifs
Le jeu peut avoir plusieurs objectifs tels que :
- être le premier joueur à cumuler un certain nombre de cartes Frag ;
- être le dernier joueur en jeu ;
- tuer un personnage particulier que les autres personnages tentent de protéger (mode gardien) ;
- capturer le drapeau de l'équipe adverse un certain nombre de fois.

## Extensions et produits dérivés
- Frag: Death Match, La première extension parue en octobre 2001, elle ajoute des règles pour le jeu en équipe, de nouveaux éléments pour le plan de jeu tel que des barils, des portes à code couleur, des zones d'eau et un nouveau plan de jeu.
- Frag: Fire Zone, La seconde extension proposant des zones de lave, des boosters de saut, des règles d'effet de recul sous le tir des armes, des zones permettant de sauter et deux nouveaux plans.
- Frag PvP adaptation de Frag à l'univers de PvP, le comics de Scott Kurtz.
- Frag Deadlands adaptation de Frag à l'univers GURPS Deadlands.
- Dork Frag, uniquement disponible dans le magazine Dork Tower no 25, il s'agit d'une adaptation de frag à Dork Tower le comics de John Kovalic.

### Production amateur
On trouve également un grand nombre d'extensions créées par des fans du jeu, avec notamment de nouvelles armes et de nouveaux plans de jeu. Ils peuvent être trouvés sur le site de Steve Jackson Games.

## Récompenses
Frag a été nommé lors de l'Origins Awards de 2001 dans la catégorie Abstract Board Game (jeu de société non historique).